# Storjoen
Storjoen är en bergstopp i Antarktis. Den ligger i Östantarktis. Norge gör anspråk på området. Toppen på Storjoen är 1 295 meter över havet, eller 256 meter över den omgivande terrängen. Bredden vid basen är 3,5 km.
Terrängen runt Storjoen är huvudsakligen kuperad, men åt nordost är den platt. Trakten är obefolkad. Det finns inga samhällen i närheten.